# AB Elektronik
Die AB Elektronik GmbH ist ein mittelständischer Automobilzulieferer mit Sitz in Werne, der zum größten Teil kundenspezifische, elektromechanische Produkte wie akustische Signalgeber, Dimmer, Leuchtweitenregler, Drehzahlsensoren, Eingabeelemente, Fahrpedalmodule, Niveausensoren, Temperatursensoren und Winkelsensoren fertigt.
Das Unternehmen gehörte bis 1. Oktober 2017 zur britischen Gruppe TT electronics, ehe es von der amerikanischen Firma AVX Corporation übernommen wurde.

## Geschichte
AB Elektronik wurde 1967 als Verkaufsbüro der AB Electronic Ltd., GB gegründet. Im folgenden Jahr wurden erstmals Drehwiderstände und Drehschalter für die Unterhaltungsindustrie gefertigt. Im Jahr 1974 folgte der Eintritt in den Markt der Industrieelektronik. 1976 stieg das Unternehmen in die Automobilindustrie ein, wofür es heute bekannt ist. Dabei wurden Überblendregler und Drehzahlsensoren hergestellt. 1981 folgte der Aufbau eines Elektroniklabors. Im nächsten Jahr wurde man durch den VDE nach CEDD zertifiziert. 1987 wurde in Wahrbrink (Werne) wird das Werk II in Betrieb genommen, woraufhin 1991 das Werk Sachsen in Klingenberg bei Dresden folgt. Im Jahr 1993 übernahm die TT Group PLC (2001 umbenannt in TT electronics plc) die Muttergesellschaft. Weitere Zertifizierungen erfolgten in den Jahren 1994 (DIN ISO (EN 29001)), 1998 (QS 9000 VDA 6.1) und 2002 (ISO/TS 16949). 1997 begann die Produktion von kontaktlosen Gaspedalen. Eine erste Unternehmensauslagerung erfolgte 2002 mit der Gründung der AB Elektronik Ukraine, Kiew. Aufgrund der Weltwirtschaftskrise wurde 2009 die Einführung von Kurzarbeit beschlossen und angekündigt im Werk Werne 225 von 750 Mitarbeitern zu entlassen Anfang Januar 2014 gab der Konzern bekannt, dass die Produktion in Werne geschlossen und ins Ausland verlegt werden soll. Lediglich die Forschung und Entwicklung am Standort in Werne sollen weiter bestehen bleiben.
Zum 1. April 2021 gaben die AVX Corporation (Muttergesellschaft der AB Elektronik GmbH) gemeinsam mit der Kyocera Corporation bekannt, dass künftig die bestehenden Synergien in einer gemeinsamen Marke namens Kyocera AVX gebündelt werden.
In diesem Zuge erhielten alle Unternehmen neue Namen und ein gemeinsames Markenzeichen.
Seit dem 1. Oktober 2021 heißt das Unternehmen: KYOCERA AVX Components (Werne) GmbH.
Im Jahr 2022 besteht das Unternehmen 55 Jahre am Standort Werne an der Lippe und stellt das Kompetenzzentrum für Positions- und Drehzahlsensorik sowie Fahrpedalmodule der Sensing and Control Division von KYOCERA AVX. Der Standort entwickelt und produziert für namhafte Automobilhersteller und Systempartner.